# Myc
Myc (c-myc) est un gène de régulation (en) et un protooncogène qui est surexprimé dans certains cancers humains. Quand il est soumis à des mutations ou à une surexpression, il stimule la prolifération des cellules et se conduit comme un oncogène. Le gène MYC produit un facteur de transcription qui régule l'expression de 15 % de tous les gènes en se liant aux séquences Enhancer Box (les E-boxes) et en recrutant des enzymes capables d'acétyler les acides aminés lysine des histone (histone acetyltransferase). Myc appartient à la famille des facteurs de transcription myc, qui inclut aussi les gènes n-myc et l-myc.

## Découverte
Le gène MYC est découvert pour la première fois chez des patients atteints du lymphome de Burkitt. Dans cette maladie, des cellules cancéreuses sont sujettes à des translocations de chromosomes, en particulier sur le chromosome 8 humain. En clonant les points de cassure des chromosomes fusionnés, il a été mis en évidence un gène qui était similaire à un oncogène véhiculé par le virus aviaire de la myélocytose (appelé v-myc). C'est pour cela que ce nouveau gène cellulaire est nommé c-myc.

## Structure
Myc appartient à la famille des facteurs de transcription myc, qui contient aussi les gènes n-myc et l-myc. Cette famille contient un domaine de liaison à l'ADN de type hélice-boucle-hélice (HBH) ainsi qu'une glissière à leucine (leucine zipper, LZ). Myc peut donc, grâce à son domaine HBH, se lier à l'ADN, tandis que le domaine LZ lui permet une dimérisation avec son partenaire Max, un autre facteur de transcription HBH.

## Fonction moléculaire
La protéine myc est un facteur de transcription qui active l'expression d'un grand nombre de gènes. Il se lie a des séquences consensus (séquences Enhancer Box ou E-Boxes) et permet le recrutement d'enzymes capables d'acétyler les lysines des protéines histone. Myc est aussi un répresseur de transcription. En liant le facteur de transcription Miz-1 et en déplaçant le coactivateur p300, il limite l'expression des gènes cibles Miz-1.
Myc est activé grâce à divers signaux mitogéniques comme Wnt, les protéines Sonic hedgehog (ou Shh), ou encore les facteurs de croissance épidermique. En modifiant l'expression de ses gènes cibles, l'activation de Myc donne lieu à de nombreux effets biologiques. Le premier à être découvert fut sa capacité de stimulation de la prolifération cellulaire. Myc joue aussi un rôle très important dans la régulation de la croissance cellulaire, l'apoptose, la différenciation cellulaire, et l'auto-recrudescence des cellules souches. L'expression accrue de myc entraîne fréquemment une instabilité génétique, qui pourrait être liée à un effet direct de cette protéine sur la réplication de l'ADN.

## Modèles animaux
Pendant la découverte du gène Myc, il a aussi été découvert que les chromosomes qui effectuent une translocation réciproque avec le chromosome 8 (contenant le gène myc) contenaient des gènes d'immunoglobuline. Les séquences d'ADN appelées enhancers qui stimulent normalement l'expression des gènes d'anticorps, stimulent à présent la surexpression du protooncogène Myc dans les cellules de lymphomes. Pour étudier le mécanisme de tumorigénèse (la formation de la tumeur) dans le lymphome de Burkitt en reproduisant les schémas de surexpression dans ces cellules cancéreuses, des souris transgéniques sont créées. Le gène Myc est placé dans ces souris sous le contrôle des séquences enhancers des chaînes lourdes des immunoglobuline M. Le principal effet observé est l'apparition de lymphomes. Plus tard, pour étudier les effets de Myc sur les autres types de cancers, des souris transgéniques où la surexpression de Myc est induite dans différents tissus (foie, poitrine). Toutes ces souris développent des tumeurs dans les tissus ciblés. Myc est donc un inducteur très fort de tumeurs.

## Perspectives thérapeutiques
En 2022, le médicament OMO-103, un protéine capable d'inhiber le gène c-myc, engage des essais cliniques de phase II à la dose de 6,48 mg par kg après avoir montré des résultats concluants (stabilisation de la tumeur) sur les 22 patients de phase I,,.
En 2024, est identifié un composé peptidique dénommé NT-B2R (isomère R de NT-B2) capable de se lier au MYC avec une affinité submicromolaire,.